# 박영빈 (배우)
박영빈(1993년 2월 10일 ~ )은 대한민국의 배우이다.

## 학력
- 서울예술대학교 연기학과

## 출연작

### 영화
- 《경관의 피》 (2022년) - 하우스 기도 2 역
- 《해치지않아》 (2020년) - 남자 변호사 3 역
- 《이월》 (2019년) - 영빈 역
- 《한양빌라, 401호》 (2016년)

### 드라마
- 《시지프스 : the myth》 (2021년, JTBC) - 권혁범 역

### 예능
- 《나도 CEO 2 창업백서》 (2018년, JTBC)

### 광고
- 삼성디지털프라자